# Gernika (Pikaso)
Gernika (шп. Guernica) je slika čuvenog španskog slikara Pablа Pikasа. To je mural dimenzija 349.3 cm × 776.6 cm, rađen tehnikom ulje na platnu. Jedna je od najpoznatijih slika Pabla Pikasa i jedna od najpoznatijih slika na svetu sa antiratnom porukom. Pikaso je izradio sliku po narudžbini španskih kulturnih poslanika za Španski paviljon na Svetskoj izložbi u Parizu 1937. godine. Slika je na istom mestu i prvi put izložena.

## Nastanak slike
Po prijemu porudžbine za izradu slike za Svetsku izložbu, Pikaso dugo nije imao inspiraciju. U tom periodu  života nije bio zadovoljan svojim radom, bio je melanholičan i depresivan. Pored toga, u rodnoj Španiji je besneo građanski rat, što je dodatno uticalo na Pikasovo raspoloženje. Kada je čuo za nemilosrdno bombardovanje Gernike, gradića na severu Španije, 26. aprila 1937. godine od strane italijanskih i nemačkih vazduhoplovnih snaga, u kojem je gradić gotovo sravnjen sa zemljom, dobio je ideju za sliku. Izradio ju je za svega 35 dana. Na njoj preovladavaju monohromatske boje, siva, crna i plava. Iako slika Gernika danas važi za jedan od najvažnijih antiratnih simbola, Pikaso nikada nije želeo da govori o njoj. Takođe, po Pikasovoj želji, slika nije smela biti odnesena u Španiju sve dok se u njoj ne uspostavi demokratija. Sam umetnik to nije dočekao. Čuvana je u Muzeju savremene umetnosti u Njujorku, da bi 1981.godine, nekoliko godina nakon smrti Fransiska Franka bila odneta u Španiju. Danas se čuva u Muzeju kraljice Sofije u Madridu.

## Tapiserija u Sedištu organizacije ujedinjenih nacija
1955. godine, Nelson Rokfeler, tražio je da kupi Gerniku od Pikasa, što je Pikaso odbio. Kao kompromis, po nalogu Rokfelera, izrađena je tapiserija, koja je izložena u Sedištu organizacije ujedinjenih nacija, na ulazu u prostorije Saveta bezbednosti UN.

## Istorijski kontekst

### Bombardovanje 26. aprila 1937
Tokom Španskog građanskog rata, republikanske snage su bile sastavljene od raznih frakcija kao što su komunisti, socijalisti, anarhisti i drugi sa različitim ciljevima. Ipak, bili su ujedinjeni u svom protivljenju nacionalistima, predvođenim generalom Franciskom Frankom, koji je tražio povratak u predrepublikansku Španiju na osnovu zakona, reda i tradicionalnih katoličkih vrednosti.
Gernika, grad u pokrajini Biskaja u Baskiji, viđen je kao severni bastion republikanskog pokreta otpora i centar baskijske kulture. Ovo je dodalo njegov značaj kao mete. Oko 16.30 časova u ponedeljak, 26. aprila 1937. godine, ratni avioni legije Kondor nacističke Nemačke, kojom je komandovao pukovnik Volfram fon Rihthofen, bombardovali su Gerniku oko dva sata. U svom dnevniku od 30. aprila 1937. fon Rihtofen je napisao:
Kada je stigla prva eskadrila Junkersa, već je svuda bilo dima (od VB [VB/88] koji je napao sa 3 aviona); niko nije hteo da identifikuje mete puteva, mosta i predgrađa, te su jednostavno sve bacili pravo u centar. Bombe tipa 250 su srušile brojne kuće i uništile vodovode. Zapaljiva sredstva su sada mogla da se rašire i postanu delotvorna. Materijali kuća: krovovi od crepa, drveni tremovi i drvena građa bili su do potpunosti uništeni. Većina stanovnika je bila odsutna zbog praznika; većina ostalih napustila je grad odmah na početku [bombardovanja]. Mali broj je stradao u skloništima koja su pogođena.“
Drugi izveštaji navode da su se, pošto je bio pazarni dan u Gernici, njegovi stanovnici okupljali u centru grada. Kada je počelo bombardovanje, nisu mogli da pobegnu, jer su putevi bili puni ruševina, a mostovi koji su vodili iz grada bili su uništeni.
Gernika je bila mirno selo udaljeno 10 kilometara od linija fronta, a između linija fronta i Bilbaa, glavnog grada Biskaje (Biskaja). Ali svako povlačenje republikanaca prema Bilbau, ili bilo kakvo napredovanje nacionalista ka Bilbau, moralo je da prođe kroz Gerniku. U zapisu Volframa fon Rihhofena u ratnom dnevniku od 26. aprila 1937. stoji: „K/88 [bombarderske snage Kondor Legije] bile su gađale Gerniku da bi zaustavile i poremetile povlačenje Crvenih koje je moralo da prođe ovuda.“ Prema nemačkom konceptu taktičkog bombardovanja, oblasti koje su bile putevi transporta i kretanja trupa smatrale su se legitimnim vojnim ciljevima. Sledećeg dana, Rihtofen je zapisao u svoj ratni dnevnik „Gernika gori“.
Najbliža vojna meta od bilo kakvog značaja bila je fabrika ratnih proizvoda na periferiji Gernike, ali je u napadu prošla nepovređena. Stoga je napad naširoko osuđen kao teroristički bombarderski napad.

### Gernikine posledice
Pošto je većina Gernikinih muškaraca bila odsutna, boreći se u korist republikanaca, u vreme bombardovanja grad je bio naseljen uglavnom ženama i decom. Ova demografija se ogleda u Gernici. Kako piše Rudolf Arnhajm, za Pikasa: „Žene i deca čine Gerniku slikom žrtvovanog nevinog, bespomoćnog čovečanstva. Takođe, žene i decu je Pikaso često predstavljao kao samo savršenstvo čovečanstva. Napad na žene i decu je, po Pikasovom mišljenju, usmeren na srž čovečanstva.“

Novinar Tajmsa Džordž Stir, baskijski i republikanski simpatizer, propelirao je ovaj događaj na međunarodnu scenu i skrenuo pažnju Pabla Pikasa. Stirov iskaz očevidaca objavljen je 28. aprila u Tajmsu i Njujork Tajmsu, a 29. objavljen je u L'Humanité, francuskom komunističkom dnevniku. Stir je napisao:
Gernika, najstariji grad Baskijaca i centar njihove kulturne tradicije, juče popodne je potpuno uništen od strane buntovničkih vazdušnih napada. Bombardovanje ovog otvorenog grada daleko iza linija trajalo je tačno tri sata i četvrt, tokom kojih moćna flota aviona sastavljena od tri vrste nemačkih tipova, Junkers i Hajnkel bombardera, nije prestajala da se baca na grad bombe teške od 1.000 funti naniže i, računa se, više od 3.000 dvofuntnih aluminijumskih zapaljivih projektila. U međuvremenu, avioni su se spustili nisko iznad centra grada da bi mitraljezima pokosili one civile koji su se sklonili u polja.”
Pikaso je živeo u Parizu tokom nemačke okupacije tokom Drugog svetskog rata. Priča koja se često ponavlja je da ga je nemački oficir jednom upitao, kada je video fotografiju Gernike u Pikasovom stanu, „Jesi li to uradio?“, a Pikaso je odgovorio: „Ne, ti si“.

## Literatura
- Arnheim, Rudolf (1973). The Genesis of a Painting: Picasso's Guernica. London: University of California Press. ISBN 978-0-520-25007-9.
- Barton, Simon (2004). A History of Spain. New York: Palgrave Macmillan..
- Becht-Jördens, Gereon: Picassos. (2003). Guernica als kunsttheoretisches Programm. In: Becht-Jördens, Gereon and Wehmeier, (In German) Peter M.: Picasso und die christliche Ikonographie. Mutterbeziehung und künstlerische Position. Reimer. ISBN 3-496-01272-2.. Dietrich Reimer, Berlin 2003, S. 209–237
- Becraft, Melvin E. Picasso's Guernica – Images within Images 3rd Edition PDF download Архивирано на веб-сајту  (9. јануар 2016)
- Beevor, Antony (2006). The Battle for Spain: The Spanish Civil War 1936–1939. London: Weidenfeld. ISBN 978-0-297-84832-5.& Nicolson.
- Blunt, Anthony (1969). Picasso's Guernica. Oxford: Oxford University Press. ISBN 0-19-500135-4.
- Bonazzoli, Francesca, and Michele Robecchi. (2014). „Pablo Picasso: Guernica”. Mona Lisa to Marge: How the World's Greatest Artworks Entered Popular Culture. New York: Prestel. ISBN 978-379134877-3.
- Campbell, Peter (2009). „At the New Whitechapel”. London Review of Books. 31 (8). 30. 4. 2009. ,.
- Cohen, David. (2003) Hidden Treasures: What's So Controversial About Picasso's Guernica?, Slate, 6 February 2003. Accessed 16 July 2006.
- Fluegel, Jane. (1980) "Chronology" in Rubin (1980) Pablo Picasso: A Retrospective.
- Francesconi, Elizabeth. (2006) "A Look Inside Picasso's War Images", discourse: An Online Journal by the students of Southern Methodist University, Spring 2006.
- Granell, Eugenio Fernándes, Picasso's Guernica: the end of a Spanish era. Ann Arbor, Mich.: UMI Research Press. 1981. ISBN 978-0-8357-1206-4. Архивирано из оригинала 10. 08. 2023. г. Приступљено 14. 11. 2024..
- Greenberg, Clement (1993). The Collected Essays and Criticism; Volume 4: Modernism with a Vengeance, 1957–1969. University of Chicago Press. ISBN 0226306240.. University of Chicago Press.
- Harris, Mark and Becraft, Melvin E. Picasso's Secret Guernica
- Hensbergen, Gijs van (2004). Guernica: The Biography of a Twentieth-Century Icon. London: Bloomsbury. ISBN 978-1-58234-124-8.
- Hensbergen, Gijs van. (2009) "Piecing together Guernica". BBC News Magazine: 7 April 2009. Accessed: 14 August 2009.
- Hoberman, J. "Pop and Circumstance". The Nation, 13 December 2004, 22–26.
- Kennedy, Maev. (2009) "Picasso tapestry of Guernica heads to UK", London: The Guardian, 26 January 2009. Accessed: 14 August 2009.
- Martin, Russell. (2003). Picasso's War. London: Simon & Schuster UK. ISBN 978-0-7434-7863-2..
- Martin, Russell. (2002) Picasso's War: The Destruction of Guernica and the Masterpiece that Changed the World (2002). On-line excerpts link.
- Oppler, Ellen C..., ур. (1988). Picasso's Guernica (Norton Critical Studies in art History). New York: W. W. Norton. ISBN 0-393-95456-0..
- PBS On-line supplement to "Treasures of the World" series, "Guernica: Testimony to War" Архивирано на веб-сајту  (1. март 2021) with Guernica timeline Архивирано на веб-сајту  (8. мај 2019).
- Pisik, Betsy. (2003) "The Picasso Cover-Up". The Washington Times, 3 February 2003. Re-published at CommonDreams.org. Accessed: 14 August 2009
- Preston, Paul. (2007). „George Steer and Guernica”. History Today. 57: 12—19. 2007..
- Ray, Beverly (2006). „Analyzing Political Art to Get at Historical Fact: Guernica and the Spanish Civil War”. The Social Studies. 97 (4): 168—171. doi:10.3200/TSSS.97.4.168-171..
- Richardson, John (2016). „A Different Guernica”. The New York Review of Books. 63 (8): 4—6. 12. 5. 2016..
- Rubin, William, ур. (1980). Pablo Picasso: A Retrospective. New York: The Museum of Modern Art. ISBN 0-87070-519-9.
- Thomas, Gordon & Morgan-Witts, Max. (1975). The Day Guernica Died. London: Hodder & Stoughton. ISBN 0-340-19043-4..
- Tóibín, Colm. (2006) "The art of war", London: The Guardian, 29 April 2006. Accessed: 14 August 2009.
- Witham, Larry (2013). Picasso and the chess player: Pablo Picasso, Marcel Duchamp, and the battle for the soul of modern art. University Press of New England. ISBN 9781611682533.. Hanover; London : University Press of New England.
- Braatz, Kurt (2005). Gott oder ein Flugzeug – Leben und Sterben des Jagdfliegers Günther Lützow [God or an Airplane – Life and Death of Fighter Pilot Günther Lützow] (на језику: немачки). Moosburg, Germany: NeunundzwanzigSechs Verlag. ISBN 978-3-9807935-6-8.
- Corum, James S. – Wolfram Von Richthofen: Master of the German Air War (University Press of Kansas, 2008)
- Corum, James (1997). The Luftwaffe: Creating the Operational Air War, 1918–1940. Kansas University Press. ISBN 978-0-7006-0836-2.
- Coverdale, John F. – Italian Intervention in the Spanish Civil War. Princeton University Press, 1975
- Maier, Klaus A. – Guernica 26 April 1937: Die Deutsche Intervention in Spanien und der "Fall Guernica." Freiburg im Breisgau: Rombach, 1975
- Patterson, Ian (2007). Guernica and Total War. London: Profile; USA, Harvard University Press. ISBN 978-1-86197-764-9.
- Moa, Pío – Los Mitos de la Guerra Civil, La Esfera de los Libros, 2003.
- Ramírez, Juan Antonio – Guernica: la historia y el mito, Electa, Madrid, 1999
- Arias Ramos, Raúl; El Apoyo Militar Alemán a Franco:La Legión Cóndor En La Guerra Civil, La Esfera de los Libros, 2003
- Rankin, Nicholas – (2003). Telegram From Guernica: The Extraordinary Life of George Steer, War Correspondent. Faber. ISBN 0-571-20563-1. (Faber & Faber, London)
- Southworth, Herbert Rutledge – Guernica! Guernica!, a study of journalism, diplomacy, propaganda, and history, Berkley, 1977
- Thomas, Gordon; Max Morgan Witts (1975). Guernica: The Crucible of World War II. Stein and Day. ISBN 0-8128-1839-3., Stein and Day, (1975) .
- César Vidal Manzanares, Chapter 9 of La Destrucción de Guernica, translated into English by Peter Miller. A detailed account of the attack and an account of its likely motivations. The sections of the article on the timing of the attacks and the particular planes and armaments used draw heavily on this source.
- Boling, Dave (2008). Guernica: A Novel. Picador. ISBN 978-0-330-46066-8. (Bloomsbury, US)

## Spoljašnje veze
- Guernica Архивирано на веб-сајту  (15. јун 2018)
- Rethinking Guernica – Museo Reina Sofía site with more than 2000 documents referenced and a gigapixel image of the painting.
- Art Opposes Injustice! – Picasso's Guernica: For Life by Dorothy Koppelman
- 3-D Guernica, YouTube
- Guardian: Picasso's Guernica Battle Lives On 26 April 2007
- Picasso's "Secret" Guernica
- Socialist Worker: Guernica: Shock and Awe in Paint Архивирано 24 септембар 2015 на сајту  24 April 2007
- The New Yorker: Spanish Lessons, Picasso in Madrid by Peter Schjeldahl, 19 June 2006
- X-ray Shows Picasso's Guernica Painting has Suffered a lot but is not in Danger Архивирано на веб-сајту  (1. март 2009) Associated Press, 23 July 2008
- Guernica Remakings Website collating and analysing the activity of remaking versions the iconic painting.
- Vreme netrpeljivih – Gernika, opomena za budućnost (četvrta epizoda).